# Inondation de 2022 à Yagoua
L’inondation à Yagoua en 2022 au Cameroun, est une catastrophe naturelle qui a débuté en juin 2022 et s'est poursuivie jusqu'à la fin du mois d’août 2022 dans la région de l'Extrême-Nord. L'afflux des eaux a été enregistré dans une vingtaine de localités situées dans deux départements de la région, le Mayo-Danay et Logone-et-Chari.

## Situation géographique
Les fortes pluies ont fait sortir de leurs rives le fleuve Logone et le lac artificiel de Maga. Il s'agit du plus grand débordement depuis 2012. La zone sinistrée, Yagoua, une commune du Cameroun située dans la région de l'extrême nord, chef-lieu du département de Mayo-Danay précisément dans les quartiers, Goboïssou, Kaskao, Danayré, terrain municipal et deux écoles primaires et maternelles,,,.

## Conséquences

### Humaines
L'inondation a fait 43 000 sinistrés,.

## Gestion de la crise par les autorités
Trois mois après la fin des avalanches, les populations ont engagé, en décembre 2022, un retour vers leurs localités et villages d’origine. Les sites de recasement temporaire dans la ville de Kousseri (Logone et Chari) sont en cours de se désencombrer. En janvier 2023, les personnes déplacées ont lancé la fabrication des briques et quelques matériaux de construction pour la réfection de leurs habitats,.